# Andrzej Adryan
Andrzej Adryan vel Adrian vel Adryjan ps. „Felek” (ur. 11 listopada 1903 w Kotuszowie, zm. 30 października 1967) – uczestnik kampanii wrześniowej, dowódca III Obwodu Gwardii Ludowej-Armii Ludowej, pułkownik Wojska Polskiego.

## Życiorys
Przed II wojną światową ukończył Dywizyjny Kurs Podchorążych Rezerwy 26 DP przy 18 pułku piechoty w Skierniewicach, następnie pracował jako technik włókienniczy w Łodzi i działał w Międzynarodowej Organizacji Pomocy Rewolucjonistom. 
Na podporucznika został awansowany ze starszeństwem z dniem 1 stycznia 1931 roku w korpusie oficerów rezerwy piechoty. W 1934 roku pozostawał w ewidencji Powiatowej Komendy Uzupełnień Końskie. Posiadał przydział w rezerwie do 72 pułku piechoty w Radomiu.
W stopniu kapitana brał udział w wojnie obronnej 1939, następnie przebywał w obozie internowania na Łotwie. Po zajęciu Łotwy przez Armię Czerwoną działał w obozowym „Klubie Demokratycznym”. Jesienią 1941 został przerzucony wraz z grupą oficerów na teren okupowanej Polski jako pracownik wywiadu Armii Czerwonej. Na początku 1942 wstąpił w Piotrkowie do Polskiej Partii Robotniczej i GL. Od grudnia 1943 do czerwca 1944 był dowódcą III Obwodu GL–AL najpierw w stopniu majora, a od lutego 1944 podpułkownika. Od czerwca 1944 pracował w Sztabie Głównym AL. Podczas powstania warszawskiego dowodził grupą AL wchodzącą w skład żoliborskiego zgrupowania AL Jana Szaniawskiego, a następnie oddziału Teodora Kufla „Teocha”. Po 1945 służył w wojsku w stopniu pułkownika. 
Został pochowany na cmentarzu Wojskowym na Powązkach w Warszawie (kwatera 20B-1-18).

## Ordery i odznaczenia
- Order Krzyża Grunwaldu III klasy (1945)[5]
- Krzyż Srebrny Orderu Virtuti Militari
- Medal za Warszawę 1939–1945 (17 stycznia 1946)[6]